# Harm van Weerden
Harm Albertus van Weerden (Malang, 30 november 1940) is een Nederlandse beeldhouwer.

## Leven en werk
Van Weerden werd geboren in het voormalig Nederlands-Indië. Hij woont en werkt tegenwoordig in Warffum, in het noorden van Nederland.
Hij houdt zich bezig met 'omgevingsprojecten', waarbij niet het kunstwerk zelf centraal staat, maar de omgeving rond een gebouw. Hij verzorgt dan ook ontwerpen voor bijvoorbeeld de bestrating. Voorbeelden hiervan zijn Kardinaalsmuts en Levend steentje, twee flink vergrote vetplanten, die zijn geplaatst op heuvels van kinderkopjes.
Van Weerden werkt geregeld met andere kunstenaars samen. Met Eddy Roos maakt hij het Spanjemonument (1986) voor Amsterdam en een schetsontwerp voor een Indisch Monument in Den Haag (1987). Ook met Chris Verbeek en Jan Steen maakte hij kunstwerken.

## Werken in de openbare ruimte (selectie)
- Kardinaalsmuts (1976), Groningen
- Levend steentje (1976), Groningen
- Mensfiguratie (1977), oorlogsmonument, Warffum
- Cosmas en Damianus (1979), met Chris Verbeek, Groningen
- zonder titel (1985), vier marmeren palen, Groningen
- Stenen verbinding (1986), Veendam
- Spanjemonument (1986), met Eddy Roos, Amsterdam.
- De Golf (2000), samen met Jan Steen, Hoogezand

## Galerij

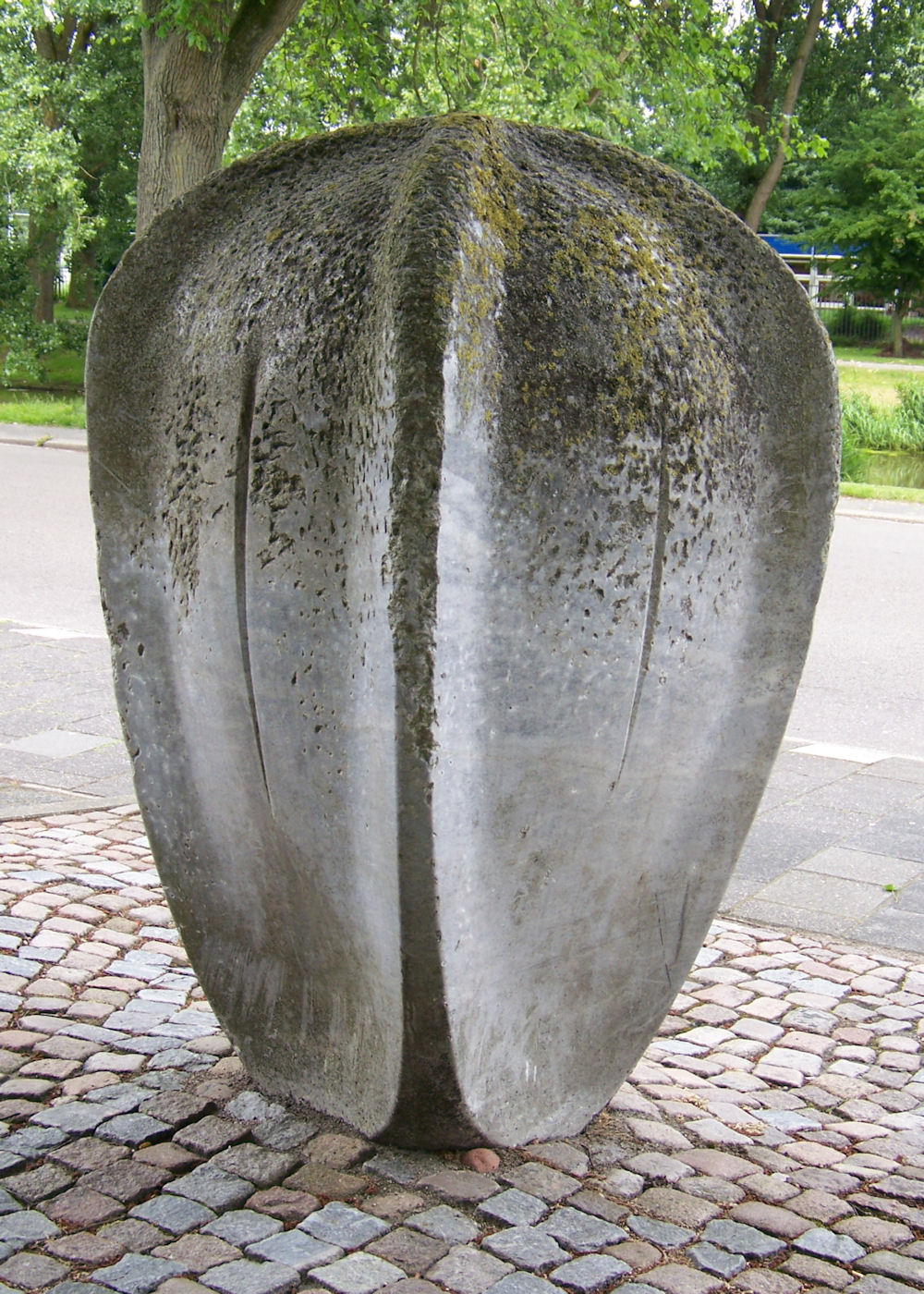
Kardinaalsmuts
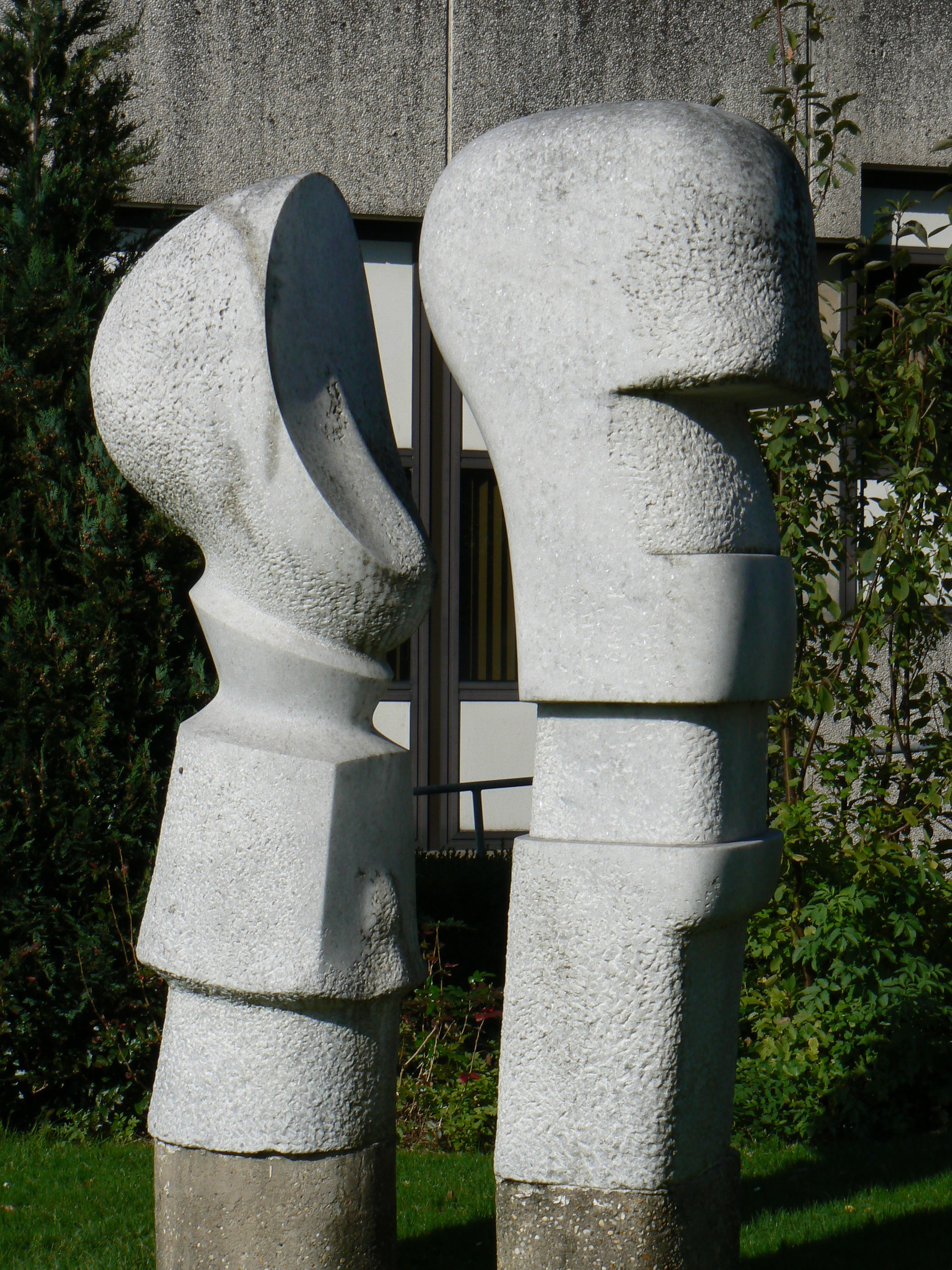
Cosmas en Damianus
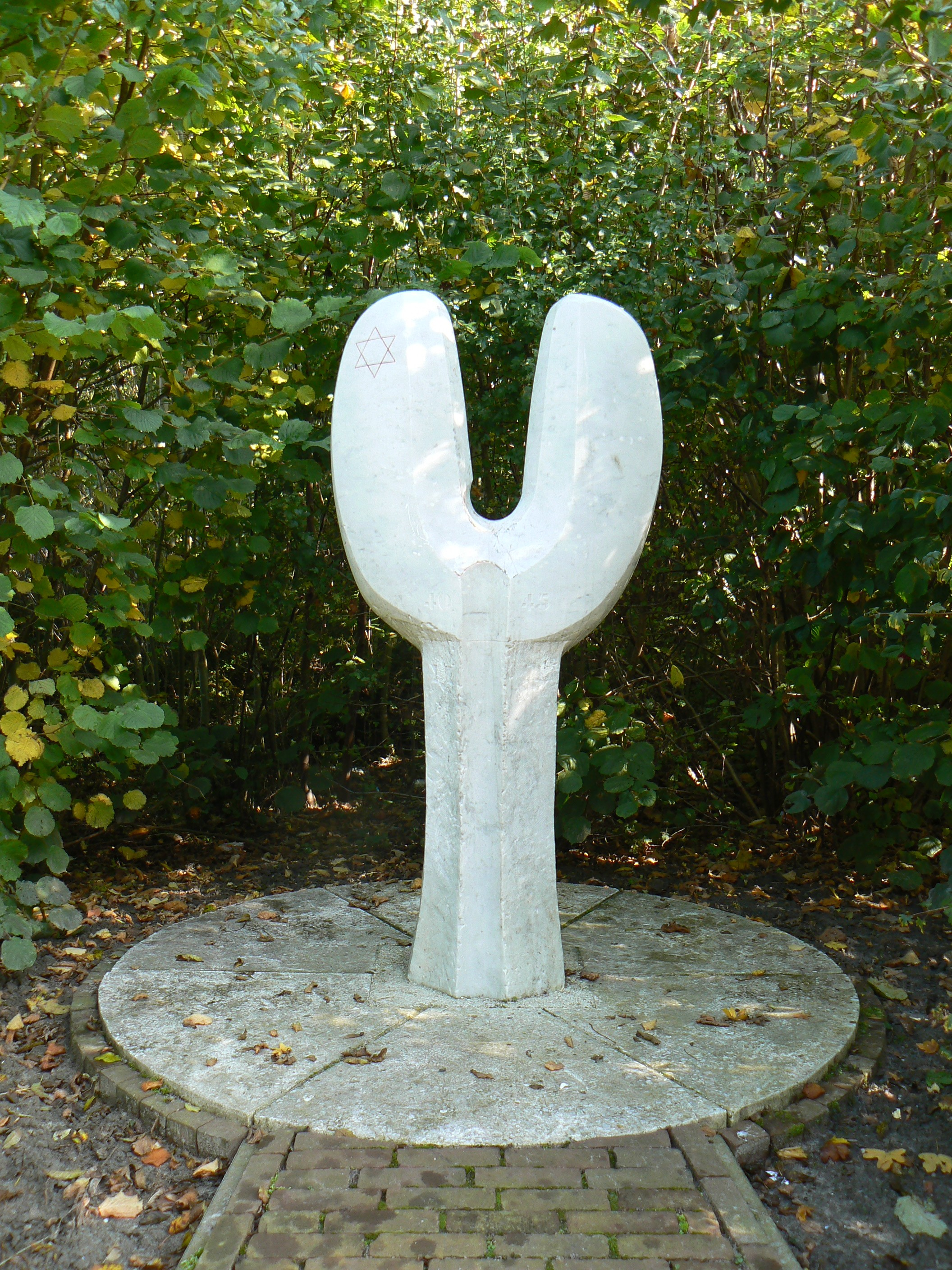
Mensfiguratie
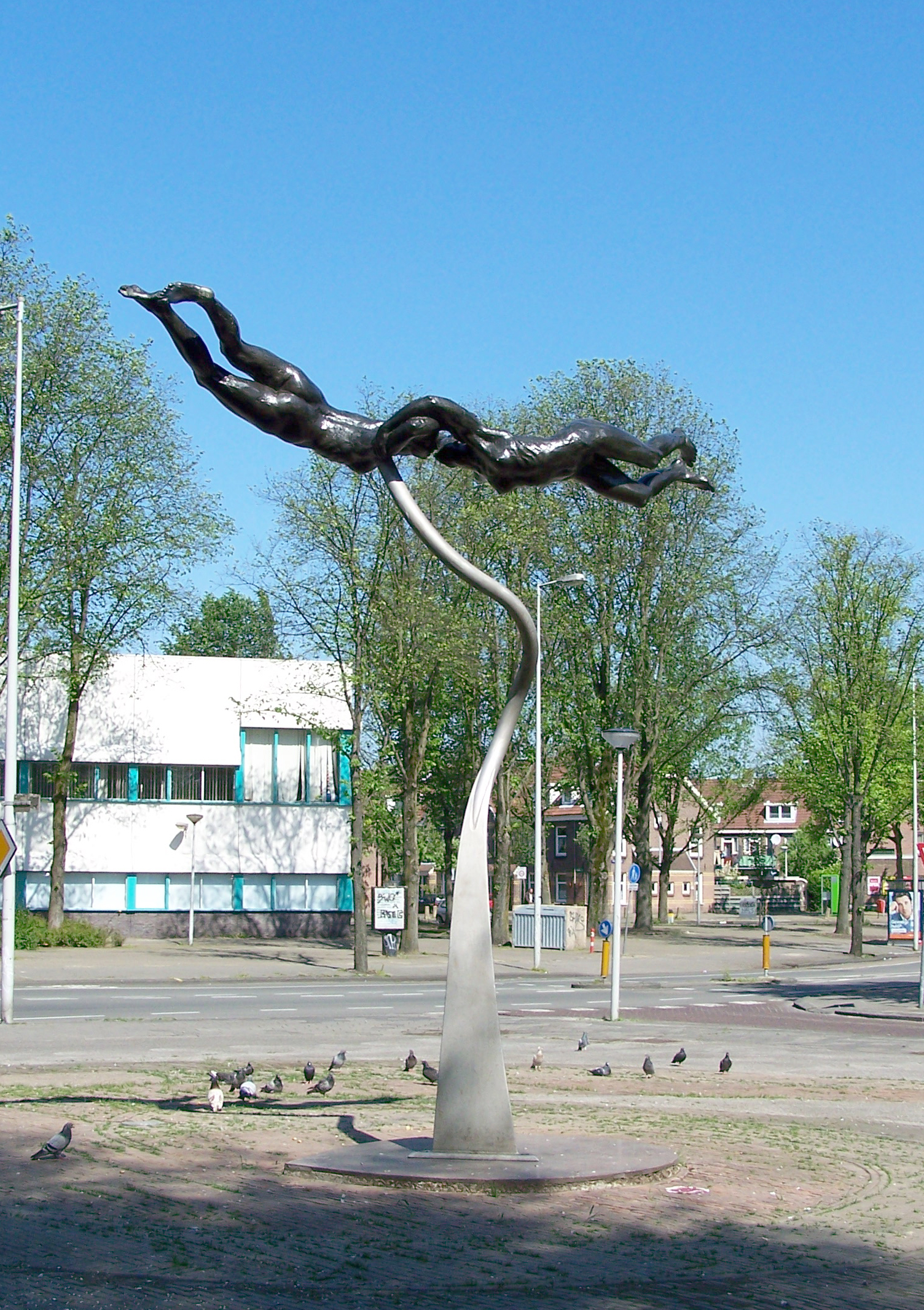
Spanjemonument